# Колона святого Христофора (Львів)
Колона Святого Христофора — пам'ятна колона початку XVIII століття, пам'ятка архітектури пам'ятка архітектури національного значення (охоронний № 318/4). Розташована в історичному центрі Львова, на вулиці Вірменській, на території Вірменської церкви, в центрі подвір'я, що має назву Східне або Христофорове.

## Історія
Колона увіковічує пам'ять про пожежу, що виникла 1712 року в Вірменському соборі і значно пошкодила як власне храм, так і сусідні будівлі. Ґрунтовні роботи по відновленню комплексу Вірменського собору почалися лише у 1723 році, їх очолював і фінансував голова вірменського суду Христофор Августинович, брат тодішнього вірменського архієпископа Яна Тобіяша Августиновича. В пам'ять про пожежу і наступне відновлення собору, а також на знак подяки своєму святому патронові, у 1726 році Христофор Августинович встановив на території Вірменської церкви пам'ятну колону із зображенням святого Христофора. Автором фігури святого Христофора, деякі дослідники, зокрема, Юрій Бірюльов, вважають надвірного скульптора князів Вишневецьких — Христіана (Кристіана) Сейнера (Christian Seyner).
За радянських часів колона як частина комплексу Вірменського собору отримала статус пам'ятки архітектури національного значення. У 2016 році проведено реконструкцію колони.

## Опис
На місці, де стоїть колона, у XVI столітті був колодязь.
Пам'ятник має вигляд барокової колони, встановленої на високому постаменті, який в свою чергу стоїть на триступінчастому п'єдесталі. Капітель колони, виконана в коринфському ордері, виконує функцію імпосту для постаменту фігури Святого Христофора. Святий зображений у канонічному стилі: на його лівому плечі сидить малий Христос, якого за легендою Христофор переніс через річку і був ним охрещений. Христос правою рукою благословляє, а лівою притримує сферу, увінчану хрестом — символ християнського світу. Скульптурна пластика обох фігур характеризується майстерним виконанням та композиційною продуманістю.
На постаменті колони первісно було дві таблички із написами латиною. Перша, розташована у напрямку церкви, містить наступний текст (у перекладі українською):
Під табличкою вирізьблений герб Августиновичів — Одровонж. Табличку, яка була розміщена на боці постаменту, оберненому в сторону вулиці Вірменської, втрачено, лише відомо, що на ній увічнювалося відновлення собору після чергової пожежі у 1877 році фундатором Болеславом Августиновичем де Одровонж:

## Галерея

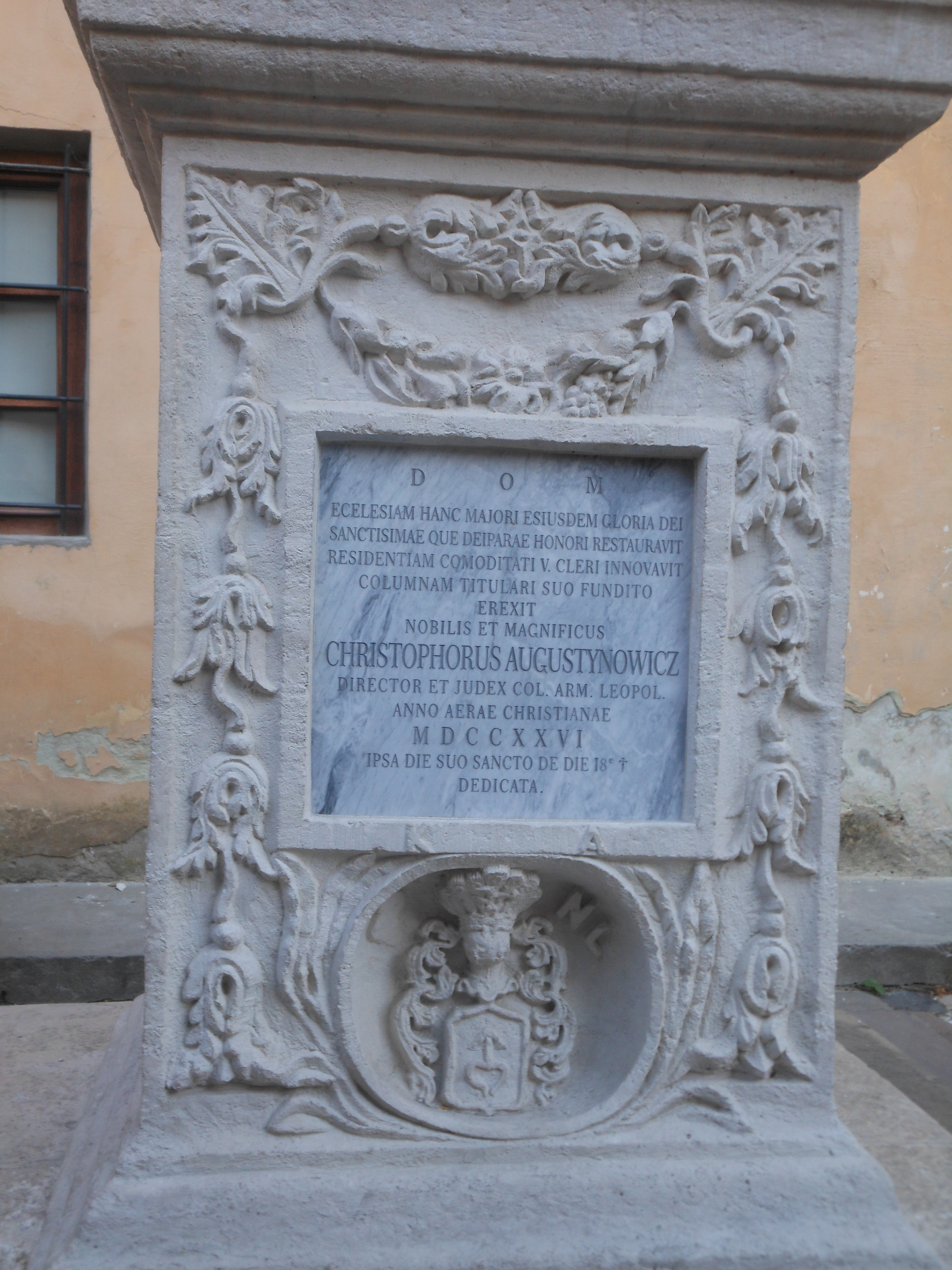
Постамент колони
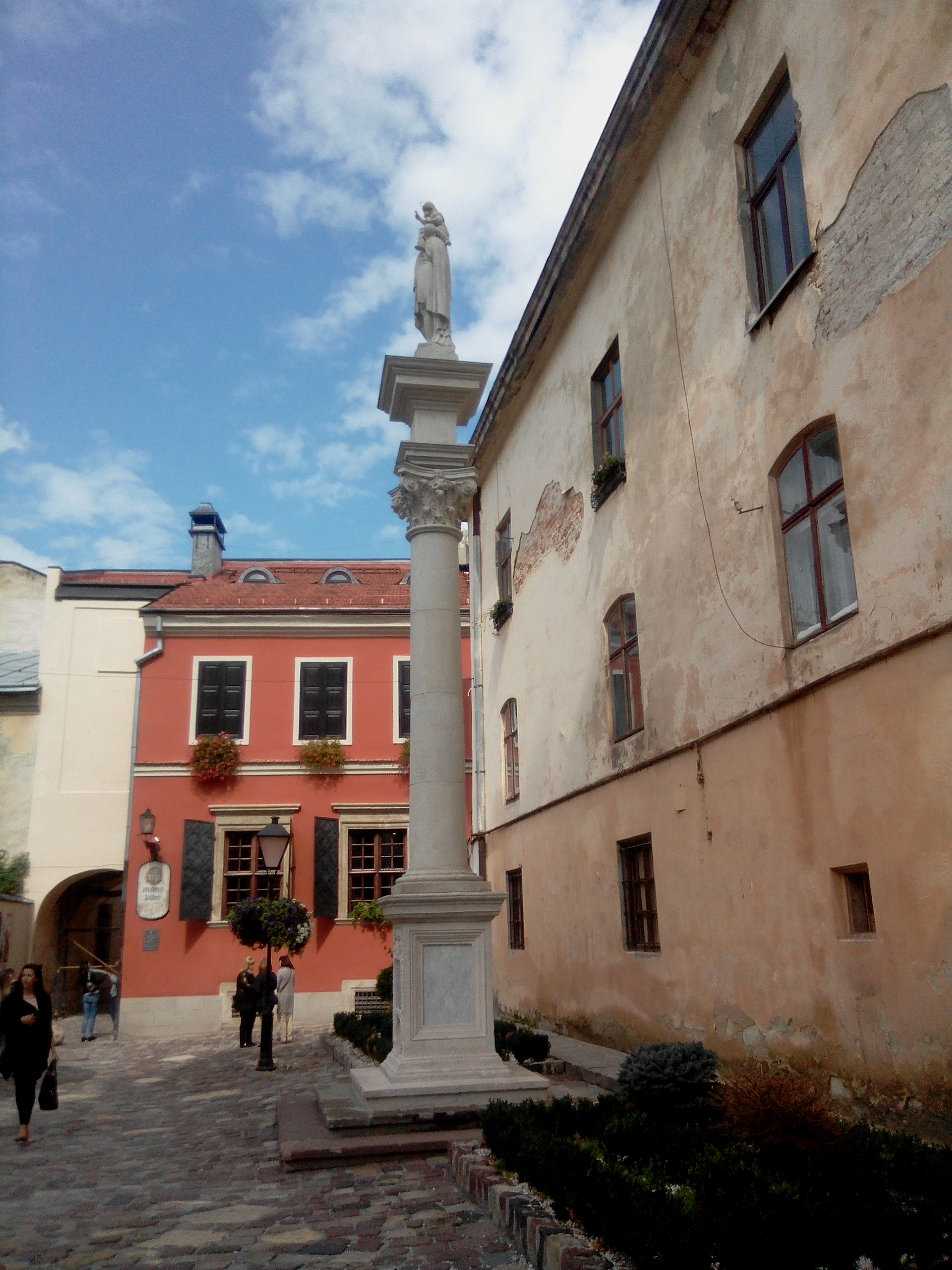
Вигляд від дзвіниці та вул. Вірменської на подвір'я з колоною св. Христофора на фоні вірменського банку